# John Patrick (jugador de rugbi)
John Clarence "Jack" Patrick (Palo Alto, Califòrnia, 25 de novembre de 1898 - San Francisco, Califòrnia, 31 de maig de 1959) va ser un jugador de rugbi a 15 estatunidenc que va competir a començaments del segle xx.
El 1920 va ser seleccionat per jugar amb la selecció dels Estats Units de rugbi a 15 que va prendre part en els Jocs Olímpics d'Anvers, on guanyà la medalla d'or. Quatre anys més tard, als Jocs de París, tornà a guanyar la medalla d'or en la competició de rugbi.